# Apatania maritima
Apatania maritima är en nattsländeart som beskrevs av Ivanov och Levanidova 1993. Apatania maritima ingår i släktet Apatania och familjen Apataniidae. Inga underarter finns listade i Catalogue of Life.